# Todd Perry
Todd Perry (Adelaide, 17 de março de 1976) é um ex-tenista profissional australiano, especialista em duplas.

## ATP Tour Finais

### Duplas 17 (6 títulos)
| Legenda                           |
| Grand Slam (0)                    |
| Tennis Masters Cup (0)            |
| ATP Masters Series (0)            |
| ATP International Series Gold (1) |
| ATP Tour (5)                      |

| Títulos por Piso |
| Duro (4)         |
| Saibro (1)       |
| Grama (0)        |
| Carpete (1)      |

| Resultado | N.  | Data              | Torneio                 | Piso    | Parceiro        | Oponentes                        | Placar                  |
| --------- | --- | ----------------- | ----------------------- | ------- | --------------- | -------------------------------- | ----------------------- |
| Vice      | 1.  | 21 Julho 2003     | Umag, Croácia           | Saibro  | Thomas Shimada  | Álex López Morón Rafael Nadal    | 1–6, 3–6                |
| Campeão   | 1.  | 8 Setembro 2003   | Costa do Sauipe, Brasil | Duro    | Thomas Shimada  | Scott Humphries Mark Merklein    | 6–2, 6–4                |
| Vice      | 2.  | 11 Julho 2004     | Båstad                  | Saibro  | Simon Aspelin   | Mahesh Bhupathi Jonas Björkman   | 6–4, 6–7(2–7), 6–7(6–8) |
| Vice      | 3.  | 17 Julho 2004     | Stuttgart               | Saibro  | Simon Aspelin   | Jiří Novák Radek Štěpánek        | 2–6, 4–6                |
| Vice      | 4.  | 9 Janeiro 2005    | Adelaide, Australia     | Duro    | Simon Aspelin   | Xavier Malisse Olivier Rochus    | 6–7(5–7), 4–6           |
| Vice      | 5.  | 17 Janeiro 2005   | Auckland                | Duro    | Simon Aspelin   | Yves Allegro Michael Kohlmann    | 4–6, 6–7(4–7)           |
| Campeão   | 2.  | 31 Janeiro 2005   | Delray Beach, EUA       | Duro    | Simon Aspelin   | Jordan Kerr Jim Thomas           | 6–3, 6–3                |
| Campeão   | 3.  | 14 Fevereiro 2005 | Memphis, EUA            | Duro    | Simon Aspelin   | Bob Bryan Mike Bryan             | 6–4, 6–4                |
| Vice      | 6.  | 20 Junho 2005     | Nottingham              | Grama   | Simon Aspelin   | Jonathan Erlich Andy Ram         | 6–4, 3–6, 5–7           |
| Vice      | 7.  | 25 Julho 2005     | Indianapolis            | Duro    | Simon Aspelin   | Paul Hanley Graydon Oliver       | 2–6, 1–3 ret.           |
| Vice      | 8.  | 10 Outubro 2005   | Tokyo                   | Duro    | Simon Aspelin   | Satoshi Iwabuchi Takao Suzuki    | 4–5, 4–5                |
| Vice      | 9.  | 14 Janeiro 2006   | Auckland                | Duro    | Simon Aspelin   | Andrei Pavel Rogier Wassen       | 2–6, 7–5, [4–10]        |
| Campeão   | 4.  | 23 Outubro 2006   | St. Petersburg, Rússia  | Carpete | Simon Aspelin   | Julian Knowle Jürgen Melzer      | 6–1, 7–6(7–3)           |
| Campeão   | 5.  | 1 Janeiro 2007    | Adelaide, Austrália     | Duro    | Wesley Moodie   | Novak Djokovic Radek Štěpánek    | 6–4, 3–6, [15–13]       |
| Campeão   | 6.  | 16 Abril 2007     | Valencia, Espanha       | Saibro  | Wesley Moodie   | Yves Allegro Sebastián Prieto    | 7–5, 7–5                |
| Vice      | 10. | 22 Outubro 2007   | St. Petersburg, Rússia  | Carpete | Jürgen Melzer   | Daniel Nestor Nenad Zimonjić     | 1–6, 6–7(3–7)           |
| Vice      | 11. | 18 Maio 2008      | Casablanca              | Saibro  | James Cerretani | Albert Montañés Santiago Ventura | 1–6, 2–6                |